# Makar (Rapper)
Makar (* 13. Juli 1998 in Mechelen; eigentlich: Makar Barsegjan (armenisch Մակար Բարսեղյան)) ist ein belgischer Rapper.

## Leben
Makar wurde in Mechelen geboren und ist armenischer Abstammung. Makar veröffentlicht seine Musik seit 2018. Zunächst erschienen einige Remixe sowie die ersten eigenen Songs. Er ist multilingual und rappt auf Armenisch, Deutsch, Französisch, Englisch und Niederländisch. Seine Musik bezeichnet er gerne als Ghetto-House.
Im August 2022 unterschrieb er beim Universal-Music-Label Virgin Records. Etwa zeitgleich entwickelte sich sein Song Mood zu einem Streaming-Hit. Das Lied erreichte die Charts in verschiedenen Ländern und platzierte sich unter anderem in Deutschland auf Platz 15.

## Diskografie
Singles
- 2020: Eenzaam
- 2021: Gold Digger
- 2021: Gnumes
- 2021: Mi Amor
- 2021: Kniel voor me
- 2021: Date met Fransen
- 2021: Nacht Zo Koud
- 2021: Wavy
- 2021: Mon Papa
- 2021: Verdwaald
- 2022: Van Ons
- 2022: Broken
- 2022: Paranoia
- 2022: Mood (BE: Gold)
- 2023: Alone (mit Dystinct; #13 der deutschen Single-Trend-Charts am 27. Januar 2023[5])
- 2023: Du bist mein (feat. Dardan)
- 2023: High In Amsterdam (mit SRNO)
- 2023: Dream (mit SRNO)
- 2023: Las Mañas (mit Shah)
- 2023: Mariuhana (mit Noah)
- 2024: Raus
- 2024: Limousine (mit Ilo 7araga & ADAAM)
- 2024: Take Me Home
- 2024: Noche